# エネルホダル
エネルホダル (ウクライナ語: Енергода́р, 発音 [enerɦoˈdɑr] ( 音声ファイル), 直訳: 『エネルギーの贈り物』; ロシア語: Энергодар, 英語: Enerhodar [ɛnərˈhoʊdɑːr]) は、ウクライナのザポリージャ州北西部にあるヴァシリウカ地区の市であり、フロマーダである。2022年7月時点では、ロシア連邦軍の支配下に置かれている。ドニプロ川の左岸、カホウカ貯水池を挟んでニーコポリとChervonohryhorivkaの対岸に位置する。人口は2021年推計で52,887人。
エネルホダルは、ウクライナの電力会社であるDTEK社によって、ザポリージャ火力発電所建設とそのサポートのために1970年6月12日に設立された。そして1980年代には、ヨーロッパ最大規模の原子力発電所であるザポリージャ原子力発電所が同地に建設された。市の主要雇用主はこの2発電所である。

## 歴史

### ザポリージャ原子力発電所の接収と軍事基地化
2022年2月28日、ロシアはエネルホダルとザポリージャ原子力発電所を制圧したと主張した。エネルホダル市長のDmytro Orlovはその後その主張を否定した。
同年3月初旬、民間人が原子力発電所に通ずる道路に土嚢とトラックからなる巨大なバリケードと「人間の鎖」を築き、ロシア軍部隊の進軍を防ごうとしていることが報じられた。
3月7日、ウクライナの軍行政府南西地域部門は、同市はロシア軍によって占領されたことを追認した。
3月12日、露国営原子力企業「ロスアトム」が、ザポリージャ原子力発電所は同社の管理下に置かれており、すでに接収したと主張した。一方で、ロシアの占拠後も、同原子力発電所は安全の観念からウクライナの専門家によって運営が続けられた。
同年7月、一方ウクライナ国営原子力企業エネルゴアトムは、ロシア軍兵士が原発敷地内に最大500人駐留している上にミサイルシステムが配備され軍事基地化していると分析し、それらの兵士が「防護服も着けずに原子炉の放射能ゾーンなどに入った」と主張し、非難をした。

## 注目点
- Enerhodar Dnipro Powerline Crossing
- ザポリージャ原子力発電所
- ザポリージャ火力発電所 (ザポリージャDRES)

## ギャラリー

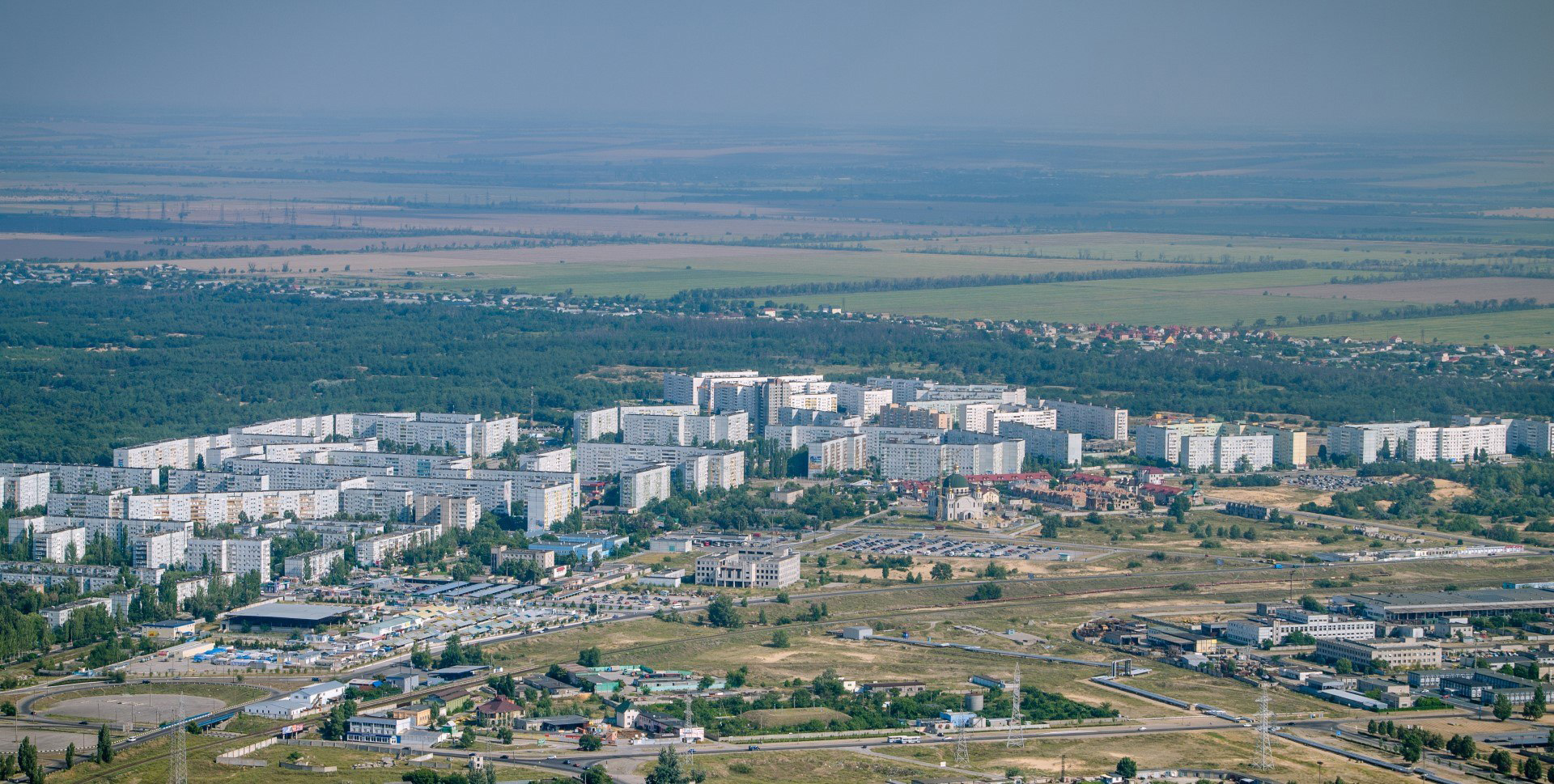
火力発電所の煙突から望むエネルホダル
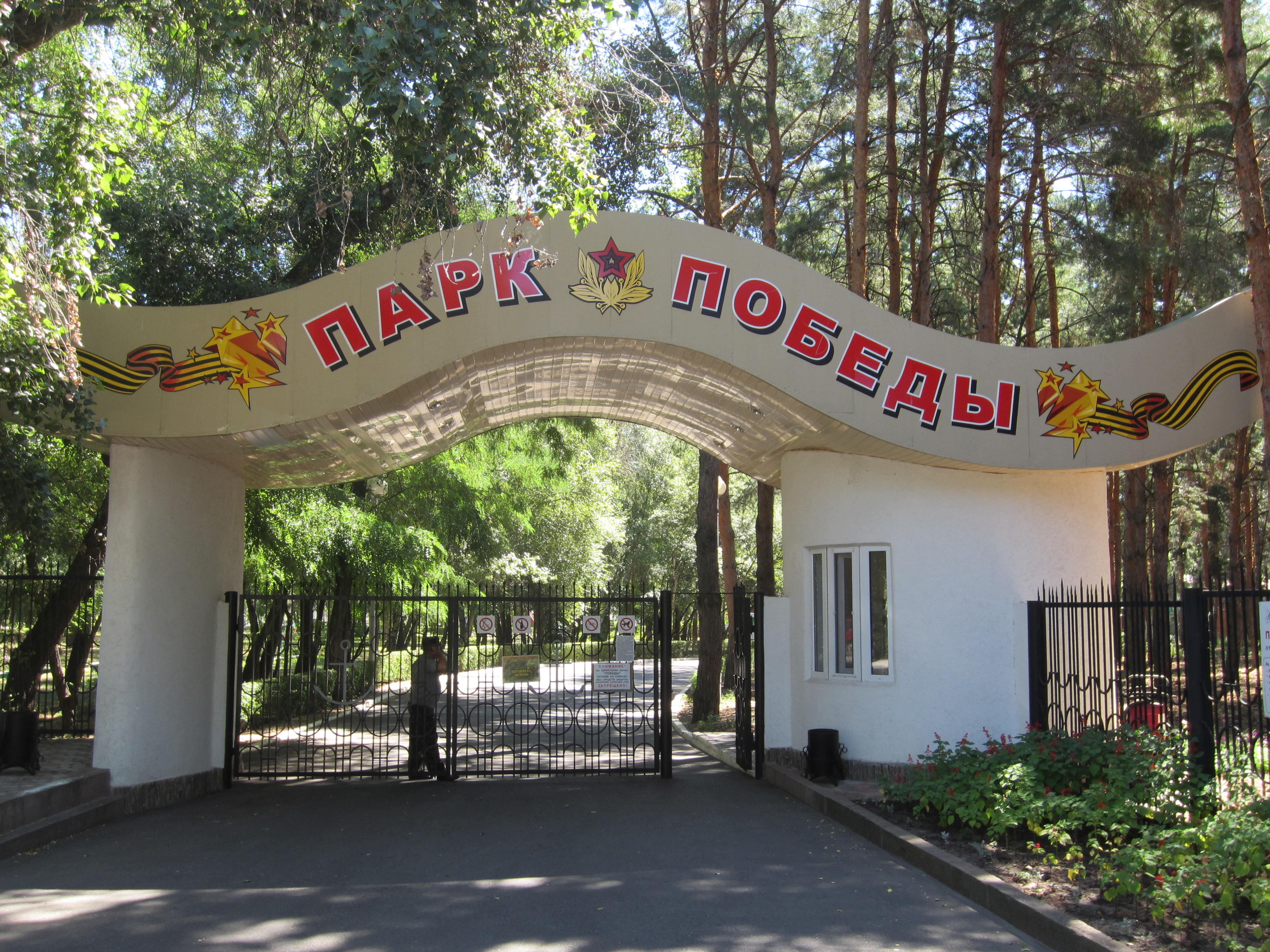
勝利公園
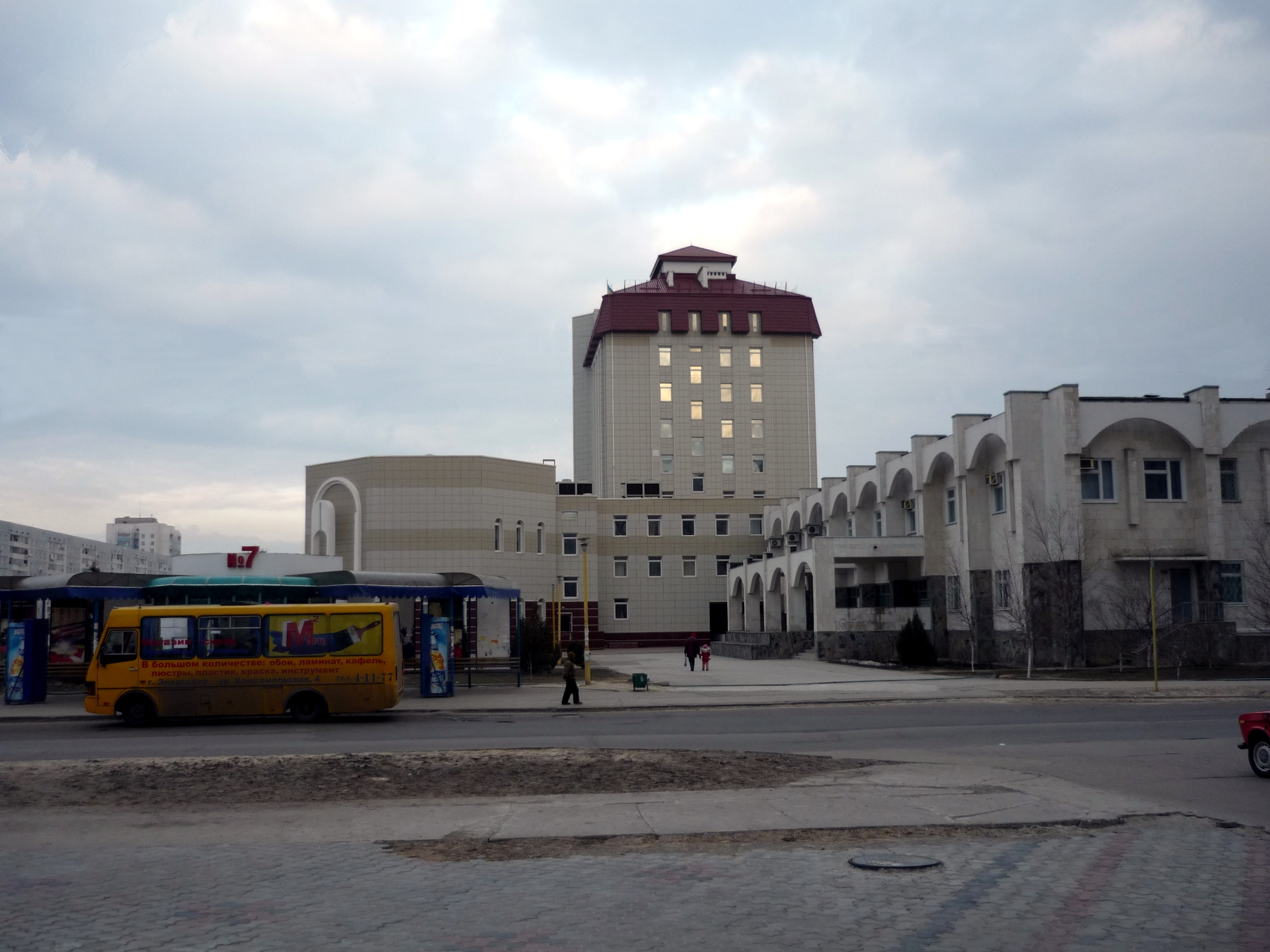
市庁舎
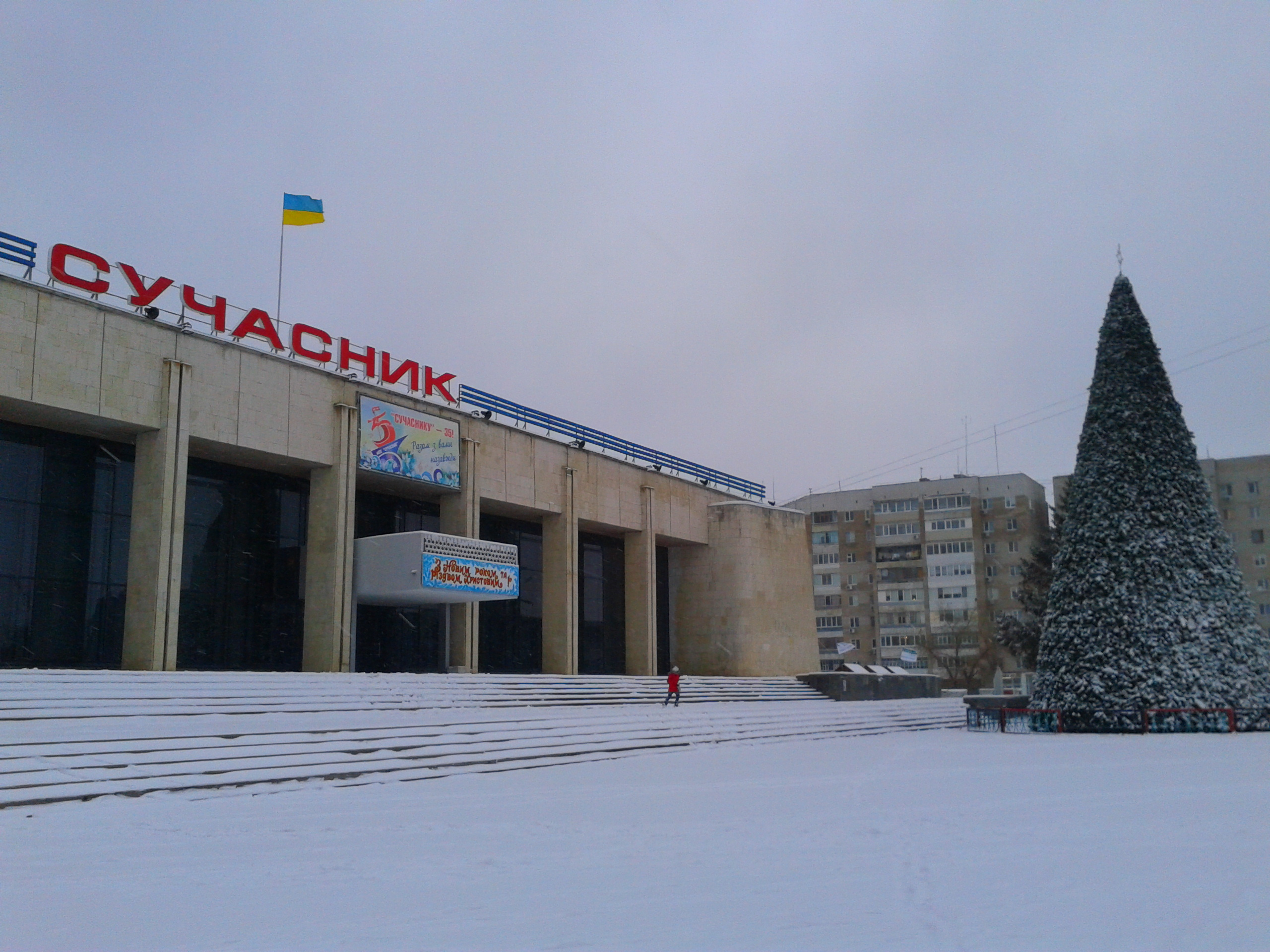
Suchasnyk文化会館
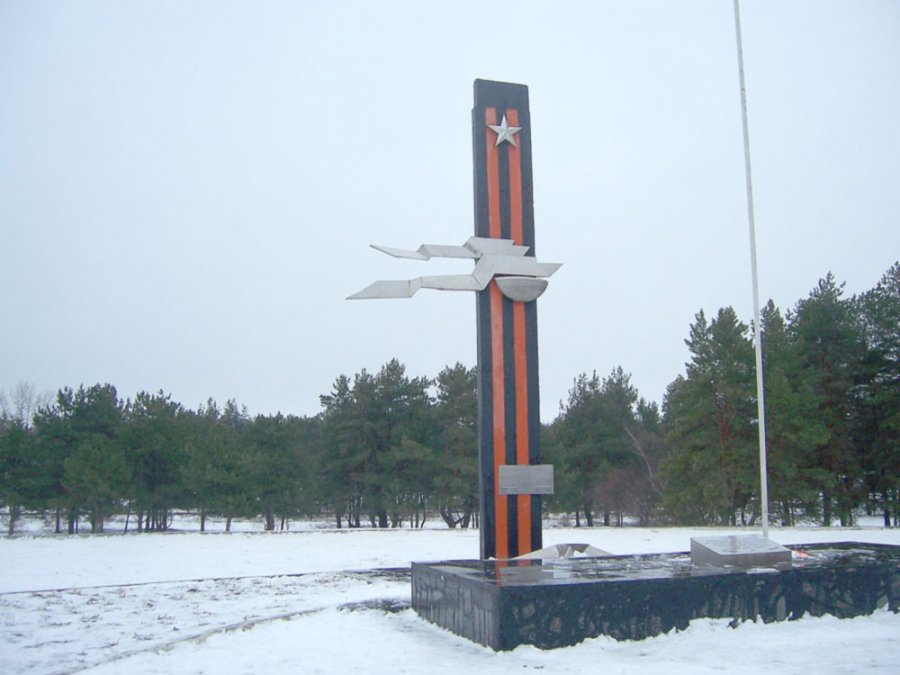
第二次世界大戦記念碑
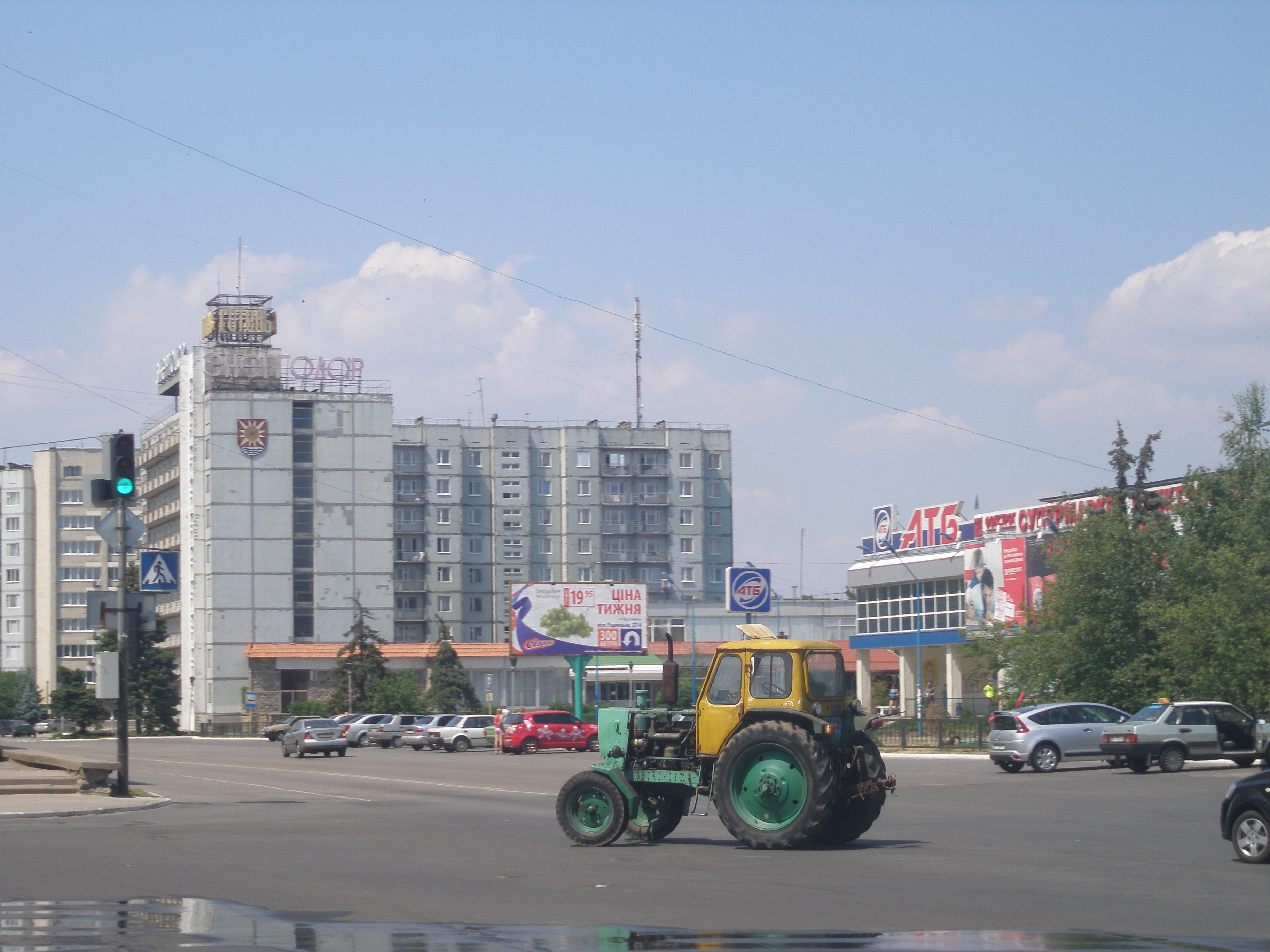
エネルホダル・ホテル
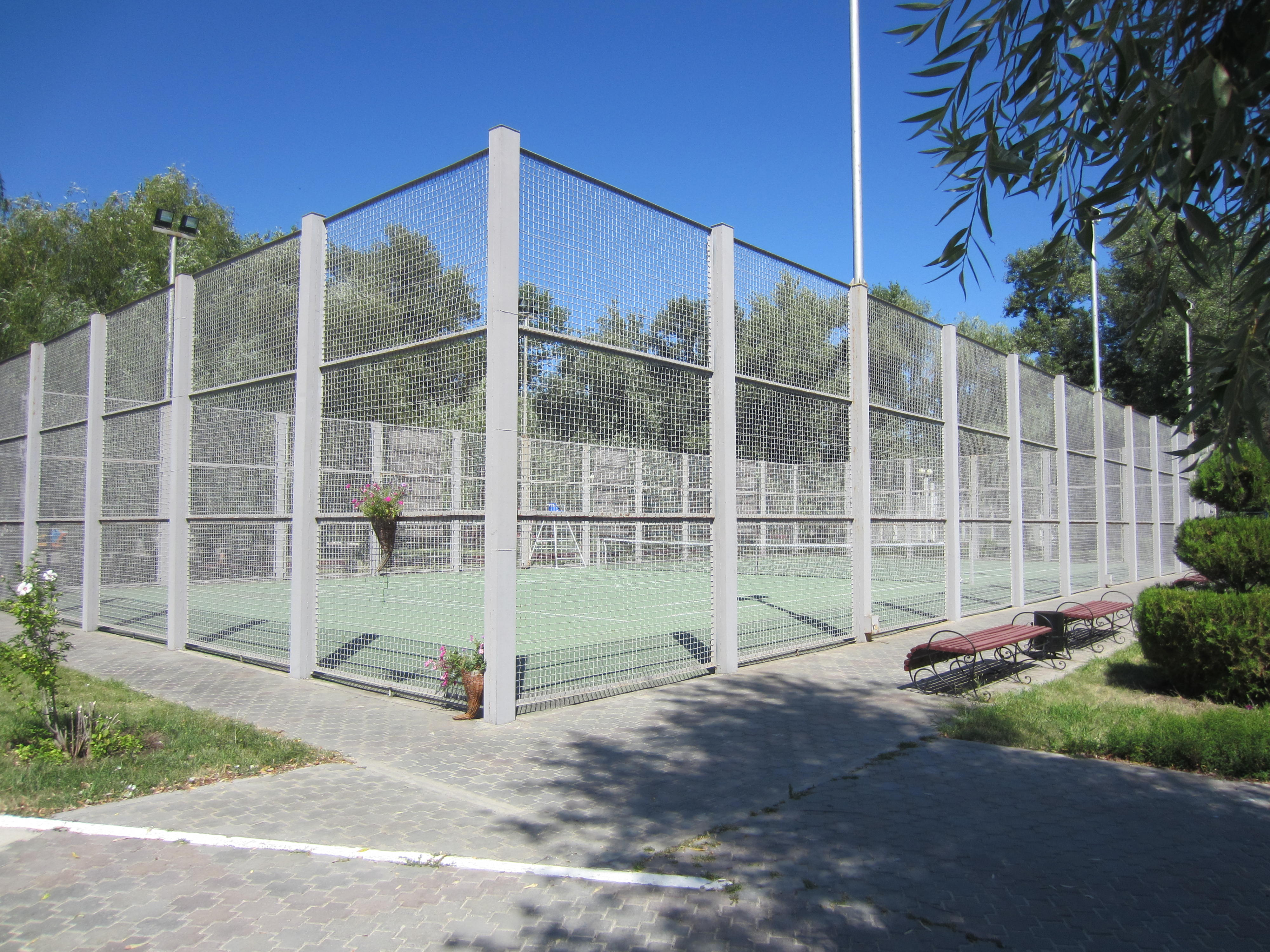
エネルホダルのテニスコート
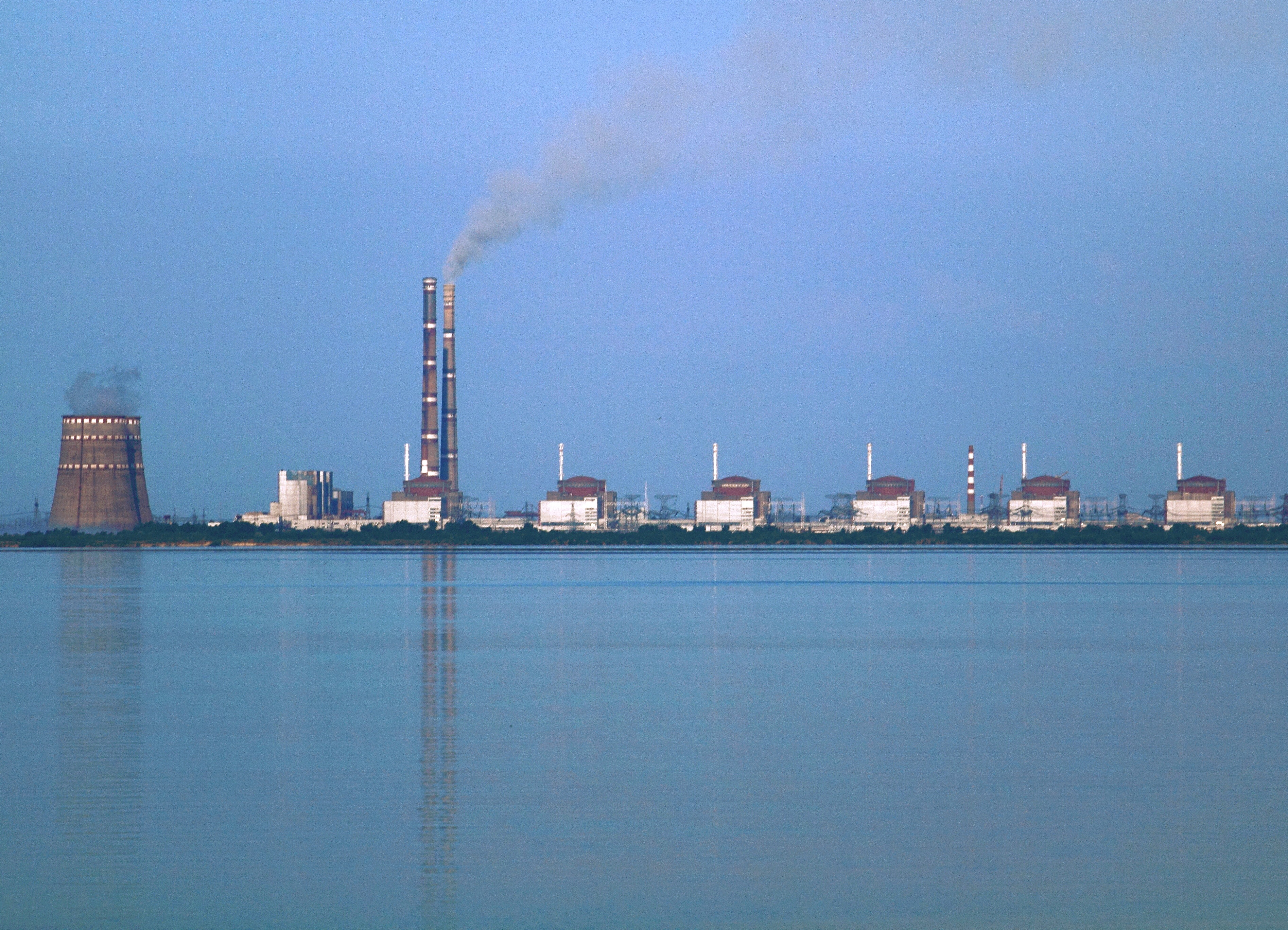
ザポリージャ原子力発電所